# Danh sách bệnh có liên quan đến dioxin
Trang này là trang liệt kê và sẽ được cập nhật thường xuyên. Do vậy, thông tin trên đây có thể thay đổi theo các lần cập nhật.

## Danh sách các bệnh đã được chính phủ Hoa Kỳ công nhận
1. Dị tật bẩm sinh
2. Bệnh Hodgkin
3. Lymphoma không Hodgkin
4. Sarcoma cơ trơn
5. Các loại ung thư đường hô hấp trên và ung thư phổi.
6. Ung thư tiền liệt tuyến
7. Chloracne (Mụn nhọt mặt do clo)
8. Bệnh sạm da Porphyria cutanea tarda
9. Bệnh đa u tuỷ (multiple myeloma)
10. Bệnh đái tháo đường typ II
11. Nứt đốt sống gây thoát vị não tuỷ spina bifida (có tài liệu ghi không chính xác là gai đôi cột sống)
12. Bệnh thần kinh ngoại vi
13. Các bệnh do rối loạn sinh sản ở nữ giới (thai chết lưu, đẻ non, sẩy thai, đẻ trứng...)